# Eaton (Ohio)
Eaton è una località degli Stati Uniti d'America, capoluogo della contea di Preble, nello Stato dell'Ohio.